# Tanychastis
Tanychastis is een geslacht van vlinders van de familie sikkelmotten (Oecophoridae).

## Soorten
- T. lysigama Meyrick, 1910
- T. moreauella Guillermet, 2011